# Самушкино (Ленинградская область)
Самушкино — деревня в Потанинском сельском поселении Волховского района Ленинградской области.

## История
На карте Санкт-Петербургской губернии Ф. Ф. Шуберта 1834 года упоминается деревня Самушкина, состоящая из 23 крестьянских дворов.

САМУШКИНА — деревня принадлежит Казённому ведомству, число жителей по ревизии: 63 м. п., 60 ж. п. (1838 год)

Деревня Самушкина из 23 дворов отмечена на карте Ф. Ф. Шуберта 1844 года.

СОМУШКИНА — деревня Ведомства государственного имущества, по просёлочной дороге, число дворов — 26, число душ — 71 м. п. (1856 год)

САМУШКИНО — деревня казённая при реке Вороновке, число дворов — 29, число жителей: 75 м. п., 74 ж. п. (1862 год)

Согласно карте из «Исторического атласа Санкт-Петербургской Губернии» 1863 года деревня называлась Самушкина, близ неё находился Погост Воронежский.
Согласно епархиальным сведениям 1899 года деревня относилась к приходу церкви Рождества Богородицы Вороновского погоста.
В конце XIX — начале XX века деревня административно относилась к Шахновской волости 3-го стана Новоладожского уезда Санкт-Петербургской губернии.
С 1917 по 1923 год деревня входила в состав Самушкинского сельсовета Шахновской волости Новоладожского уезда.
С 1923 года в составе Пашской волости Волховского уезда.
С 1924 года в составе Подбережского сельсовета.
С 1927 года в составе Пашского района. В 1927 году население деревни составляло 248 человек.
По данным 1933 года деревня Самушкино входила в состав Подбережского сельсовета Пашского района Ленинградской области.

Деревня Самушкино на карте 1940 года

С 1955 года в составе Новоладожского района.
В 1958 году население деревни составляло 84 человека.
С 1960 года в составе Потанинского сельсовета.
С 1963 года в составе Волховского района.
По данным 1966, 1973 и 1990 годов деревня Самушкино также входила в состав Потанинского сельсовета.
В 1997 году в деревне Самушкино Потанинской волости проживали 12 человек, в 2002 году — 17 человек (все русские).
В 2007 году в деревне Самушкино Потанинского СП — 18.

## География
Деревня расположена в северо-восточной части района близ федеральной автодороги Р21 (E 105) «Кола» (Санкт-Петербург — Петрозаводск — Мурманск), в 6 км к северу от железнодорожной станции Юги на линии Волховстрой I — Лодейное Поле.
Расстояние до административного центра поселения — 2 км.
Деревня находится на правом берегу реки Воронежка смежно с административным центром поселения, деревней Потанино.

## Демография
| 1862 | 2002 | 2007 | 2010 | 2017 |
| ---- | ---- | ---- | ---- | ---- |
| 149  | ↘17  | ↗18  | ↘10  | ↗24  |

### Национальный состав
Согласно данным Всероссийской переписи населения 2021 года в деревне проживали 26 человек, из них: русские — 24, карелы — 1, узбеки — 1 человек.

## Улицы
Береговая.